# Plebejus parisiensis
Plebejus parisiensis är en fjärilsart som beskrevs av Pionneau 1937. Plebejus parisiensis ingår i släktet Plebejus och familjen juvelvingar. Inga underarter finns listade i Catalogue of Life.